# IFS Applications
IFS Applications — компонентна ERP-система з SOA архітектурою - основний продукт компанії IFS. Panorama Consulting віднесла продукт до другої групи ERP-систем за часткою присутності на ринку: у першій групі сконцентровано половину ринку, що працює на системах SAP, Oracle та Microsoft, другу групу, що займає 11 % ринку, IFS розділяє з системами компаній Epicor, Sage, Infor, QAD, Lawson та Ross.
Система складається із 90 компонентів, згрупованих за модулями, і являє собою єдиний інтегрований набір додатків, який дозволяє бізнесу керувати чотирьома основними процесами на підприємстві: виробництвом, основними фондами, послугами і проектами. IFS Applications розгортається на основі усіх відомих операційних систем і хмарних технологій, таких як Microsoft Azure. Усі оновлення IFS Applications, такі як підтримка J2EE і вебпорталів, додаються до системи органічно. Відкритий код дозволяє адаптувати систему незалежно від розмірів та специфіки підприємства.
Система інтегрується із продуктами сторонніх розробників і містить інструменти для інтеграції із GIS, CAD-додатками та системами планування, такими как Oracle Primavera і Microsoft Project.
Вбудована CRM-система здійснює безперервний обмін даними із IFS Applications, використовуючи Lotus Notes і розширення для пакету Microsoft Office.
IFS Applications розрахована на автоматизацію поцесів середніх за розміром і великих підприємств багатьох галузей, таких, як: 
- промислове і високотехнологічне виробництво;
- процесне виробництво;
- фондомістке виробництво;
- авіація та оборона;
- автомобілебудування;
- енергетика та комунальне господарство;
- будівництво і контрактне виробництво;
- нафтогазова промисловість;
- роздрібна торгівля та сервісне обслуговування.

Функціональні можливості системи підтримують "ощадливе виробництво" і відповідність світовим стандартам якості (ISO9000, "Шість сигма"), галузевим стандартам і директивам (GMP, 21 CFR 820, ATA Spec 2000, RoHS, WEEE) і вимогам регулюючих органів. Остання версія системи (2018 рік випуску) використовує технологію штучного інтелекту: IFS Applications 10 містить у собі віртуальний співрозмовник (бот) IFS Aurena Bot, що дозволяє вести спрощений обмін інформацією із системою за допомогою голосу чи текстових повідомлень, що потрапляють до боту із таких додатків як Skype, Skype for Business і Facebook Messenger. Однією із важливих особливостей нової версії є система планування матеріальних ресурсів, що орієнтоване на попит (Demand-Driven Material requirements planning).

## Модулі IFS Applications 10
- Фінанси
- Управління кадровим потенціалом
- Інжиніринг
- Проекти
- Виробництво
- Дистрибуція, ланцюг постачань
- Продажі та обслуговування
- Ремонти
- Сучасні інструменти бізнесу
- Компоненти загального призначення: 
  - Облікові правила
  - Управління впливом на екологію
  - Життєвий цикл
  - Документообіг
  - Звітність і аналіз
  - Управління якістю
  - Поєднані бізнес-панелі
  - Моделювання бізнес-процесів
  - Інтернет речей у бізнес-процесах

## Мобільні рішення
- Сенсорні додатки Touch Apps: призначені для сенсорних мобільних пристроїв  з платформами Android, iOS та Microsoft Windows Phone для полегшення управління відносин із клієнтами і постачальниками, сервісним обслуговуванням, для звітування щодо відряджень в режимі реального часу і отримання сповіщень щодо подій із функціями GPS, запису голосу та фотозйомки: 
  - рішення IFS Sales Companion;
  - рішення IFS Notify Me;
  - рішення IFS Trip Tracker;
  - рішення IFS Time Tracker;
  - рішення IFS Quick Reports;
  - рішення IFS Quick Facts;
  - рішення IFS Support Companion;
- Рішення IFS Warehouse Data Collection: допомагає управляти операціями складу.
- Рішення IFS Mobile Workforce Management: розроблене для технічних спеціалістів виїзного обслуговування і допомагає оперативно працювати із наряд-замовленнями і обмінюватися даними із модулями IFS Applications при роботі поза офісом.

## Моделі хмарних рішень IFS
- Програмне забезпечення як послуга (SaaS): програмне забезпечення IFS на хмарі знаходиться повністю під управлінням IFS; при цьому немає потреби купувати ліцензії IFS. Ви здійснюєте оплату лише за модулі. Модель SaaS адаптована для роботи із будь-яким продуктом IFS. З її допомогою забезпечується більш прискорене оновлення рішення IFS а також гнучкість модулів IFS Applications.
- IFS Managed Cloud: це багатопрофільна послуга оренди хмарного ПО, в процесі надання якої IFS здійснює управління хмарної інфраструктурою, операційною системою, базою даних, сполучною ПО і продуктами IFS. При цьому клієнти мають можливість користуватися всіма функціональними можливостями і гнучкістю ПО, вбудованими в хмарне рішення, реалізоване в платформі Microsoft Azure.

## Локалізація для України
В Україні впровадження, модифікацію, навчання, технічну підтримку IFS Applications здійснює компанія Alter Systems [Архівовано 13 березня 2018 у Wayback Machine.] (бренд IFS Ukraine). Серед впроваджень в Україні називають Nowy Styl [Архівовано 21 травня 2017 у Wayback Machine.], корпорацію "Артеріум", "Церсаніт Інвест [Архівовано 16 травня 2017 у Wayback Machine.]", "Барлінек-Інвест [Архівовано 19 травня 2017 у Wayback Machine.]",  "ДКП "Фармацевтична фабрика [Архівовано 20 травня 2017 у Wayback Machine.]", "ТММ-Енергобуд [Архівовано 3 травня 2017 у Wayback Machine.]", "Golden Tile [Архівовано 1 квітня 2020 у Wayback Machine.]". Розробники зазначають, що IFS Applications повністю адаптована до специфіки ведення бізнесу, а також до податкового і бухгалтерського законодавства України.